# Смола ТС-10
Смола ТС-10 - суміш сумарних сланцевих фенолів, етилового спирту, розчину їдкого натру і водорозчинних гліколів. 

## Опис
Однорідна в’язка рідина темно-коричневого кольору з різким запахом, яка служить для ізоляції припливу пластової води. За температури 200С густина дорівнює 1170 кг/м3, динамічний коефіцієнт в’язкості коливається в межах 700-750 мПа•с, рН = 10. Смола ТС-10 добре розчиняється в прісній воді до співвідношення 1:5, в присутності мінеральних солей розчинність у воді різко зменшується, а в нафтопродуктах вона не розчиняється. Густина водного розчину при розведенні 1:1 і 20 °С рівна 1018 кг/м3, а динамічний коефіцієнт в’язкості знижується до 200 мПа•с. 